# 松采沃兄弟會
松采沃兄弟會（俄语：Солнцевская Братва，羅馬化：Solntsevskaya Bratva，又稱太陽兄弟會）是出現在20世紀90年代初期形成的的俄羅斯規模最大的黑手黨，由綽號米哈斯（Михась）的俄罗斯人謝爾蓋·米哈伊洛夫創立。據傳米哈伊洛夫生於1958年2月出生於一個普通的工人家庭，在莫斯科松采沃區長大。
本組織由十個獨立運作的分部組成，彼此間共享資源，主要收入來自毒品交易與人口販賣。而集合起來的資金，則由12人小組進行決策運用，小組的決策會議常以節慶方式掩護進行。2013年收入85億美元（約台幣2571億元）。
成員多為就業不足和好鬥的年輕男子，特徵為穿著寬鬆的運動服（有時候還拿著棒球棒），短平頭，紋身。

## 參閲
- 山口組

## 外部連結
- FBI file on Solntsevskaya （页面存档备份，存于）. Transborder Corruption Archive.